# Paul Ereng
Paul Ereng (Kitale, 22 augustus 1967) is een voormalige Keniaanse atleet, die gespecialiseerd was in de 800 m. Hij werd olympisch kampioen, wereldindoorkampioen en Keniaans kampioen in deze discipline.

## Biografie

### Door OS in de ban van atletiek
Reeds als scholier beoefende Ereng verschillende sporten, waaronder voetbal en volleybal, maar de atletieksport trok hem het meest. Als veertienjarige liep hij de 400 m al in 59,3 s, om een jaar later zichzelf reeds te hebben verbeterd tot 56 seconden. Die progressie zette zich voort, want als zestienjarige liet hij een beste tijd van 52,5 noteren. Het was het jaar waarin hij als toeschouwer voor het eerst aanwezig was bij de Keniaanse kampioenschappen, waar hij vooral onder de indruk raakte van 400 meterloper David Kitur, vanwege diens grote en sterke postuur, ook al was ook hij nog scholier. Er waren op die kampioenschappen echter ook veel lange, magere lopers, waardoor Ereng vaststelde: "Hé, ik ben ook lang en dun, misschien kan ik dan ook wel goed hardlopen."
Het jaar 1984 vormde het keerpunt in het leven van Paul Ereng. Hij was aanwezig in Nairobi bij de Keniaanse olympische trials en raakte nadien begeesterd door de tv-beelden van de Olympische Spelen in Los Angeles. Hij zag de 400 m bij de vrouwen gewonnen worden in een tijd beneden de 49 seconden, terwijl zijn eigen PR op dat moment op 50 seconden stond, bewonderde de in zijn ogen 'supermannen' Edwin Koech en Joaquim Cruz op de 800 m en was onder de indruk van de huldigingen van de olympische medaillewinnaars. "In zekere zin waren die Olympische Spelen het begin van mijn atletiekcarrière", stelt Ereng. Ik besloot dat ik wilde zegevieren op de Olympische Spelen. Vier jaar later lukte mij dit ook inderdaad, maar niet op de 400 m."

### Van 400 tot 800 meterloper
Tot 1987 ontwikkelde Ereng zich tot een veelbelovende 400 meterloper. Nadat hij zich begin 1988 had ingeschreven op de universiteit van Virginia, vond zijn universiteitscoach het echter verstandiger om over te stappen op de 800 m. Ereng: "Aanvankelijk was ik van mening, dat dit een vergissing was.... een overstap naar een langere afstand zou in mijn ogen veel meer tijd in beslag gaan nemen." Een eerste aanwijzing dat zijn coach het wel degelijk goed had gezien was, dat hij dat jaar de NCAA-titel op deze afstand won.

### Olympisch kampioen
Op de Keniaanse kwalificatiewedstrijden voor de Olympische Spelen van 1988 in Seoel kwalificeerde hij zich ternauwernood als derde. In feite kwam Ereng slechts in de nationale ploeg als invaller voor wereldkampioen Billy Konchellah, die zich wegens ziekte en mentale problemen voor Seoel had moeten afmelden Hij gold dan ook bepaald niet als favoriet. Toch won hij verrassend genoeg de halve finale 800 m in een persoonlijk record van 1.44,55 en goud in de finale, door in de eindsprint in alweer een PR-tijd van 1.43,55 titelverdediger Joaquim Cruz (zilver in 1.43,90) en de Marokkaan Saïd Aouita (brons in 1.44,06) te verslaan.

### Tweemaal goud op WK indoor
Op de wereldindoorkampioenschappen van 1989 in Boedapest won Paul Ereng goud op de 800 m in een wereldindoorrecordtijd van 1.44,84. In 1991 in Sevilla prolongeerde hij zijn titel en op de wereldkampioenschappen in Tokio behaalde hij slechts een vierde plaats. Op de Olympische Spelen van 1992 in Barcelona kwam hij niet verder dan de halve finale.

### Einde atletiekloopbaan
In 1993 sloot Ereng zijn studie af, keerde tijdelijk terug naar Kenia, volgde coach-cursussen via de IAAF en werd in 2003 aangenomen als coach voor de cross-country en middellange afstand op de universiteit van Texas El Paso (UTEP).

## Titels
- Olympisch kampioen 800 m - 1988
- Wereldindoorkampioen 800 m - 1989, 1991
- Keniaans kampioen 800 m - 1991
- NCAA-kampioen 800 m - 1988, 1989

## Persoonlijke records
| Onderdeel       | Prestatie       | Datum            | Plaats    |
| --------------- | --------------- | ---------------- | --------- |
| 800 m (outdoor) | 1.43,16         | 16 augustus 1989 | Zürich    |
| 800 m (indoor)  | 1.44,84 (ex-WR) | 4 maart 1989     | Boedapest |

## Palmares

### 800 m
- 1988:  OS - 1.43,55
- 1989:  WK indoor - 1.44,84
- 1991:  WK indoor - 1.47,08
- 1991: 4e WK - 1.44,75

### 4 x 400 m estafette
- 1988: 8e OS - 3.04,69

1896: Teddy Flack ·
1900: Alfred Tysoe ·
1904: Jim Lightbody ·
1908: Mel Sheppard ·
1912: Ted Meredith ·
1920: Albert Hill ·
1924: Douglas Lowe ·
1928: Douglas Lowe ·
1932: Tommy Hampson ·
1936: John Woodruff ·
1948: Mal Whitfield ·
1952: Mal Whitfield ·
1956: Tom Courtney ·
1960: Peter Snell ·
1964: Peter Snell ·
1968: Ralph Doubell ·
1972: Dave Wottle ·
1976: Alberto Juantorena ·
1980: Steve Ovett ·
1984: Joaquim Cruz ·
1988: Paul Ereng ·
1992: William Tanui ·
1996: Vebjørn Rodal ·
2000: Nils Schumann ·
2004: Joeri Borzakovski ·
2008: Wilfred Bungei ·
2012: David Rudisha ·
2016: David Rudisha ·
2020: Emmanuel Korir ·
2024: Emmanuel Wanyonyi